# Gintingius robustus
Gintingius robustus – gatunek kosarza z podrzędu Laniatores i rodziny Epedanidae. Jedyny znany przedstawiciel monotypowego rodzaju Gintingius.

## Występowanie
Gatunek jest endemiczny dla Malezji. Występuje w stanie Pahang.